# Amaneciendo (álbum de Luciano Pereyra)
Amaneciendo es el álbum debut del cantante argentino Luciano Pereyra. Mezcla sonidos de zamba, carnavalito, valses, chacareras y baladas. Su primer hit se llamó Soy un inconsciente, gracias a este sencillo, Luciano vendió 260.000 placas y fue acreedor de cuádruple platino. En 1999 decidió conquistar al público en Buenos Aires presentándose en el Teatro Opera.

## Canciones
| Amaneciendo |                                |                               |          |  |
| N.º         | Título                         | Escritor(es)                  | Duración |  |
| 1.          | «Desde que tú te has ido»      | Cecilia Sobredo               | 3:22     |  |
| 2.          | «Con todo y mi tristeza»       | Juan Gabriel                  | 4:06     |  |
| 3.          | «Córdoba sin ti»               | Carlos Bazán · Pedro Favini   | 3:46     |  |
| 4.          | «Chaupi corazón»               | Luciano Pereyra               | 2:20     |  |
| 5.          | «Los recuerdos no abrazan»     | Paz Martínez · Víctor Yunes   | 4:05     |  |
| 6.          | «Quiero tu voz»                | Horacio Guarany               | 3:44     |  |
| 7.          | «Salamanqueando pa' mí»        | Raúl Carnota                  | 2:56     |  |
| 8.          | «Ojitos de mar»                | Yuyo Montes                   | 2:16     |  |
| 9.          | «Tú me pusiste a llorar»       | Roberto Ternán · Víctor Yunes | 3:49     |  |
| 10.         | «Soy un inconsciente»          | Carlos Sánchez · Kike Teruel  | 2:59     |  |
| 11.         | «Que no se duerma el fueyista» | Jorge Mlikota                 | 2:52     |  |
| 12.         | «Río de tigres»                | Eduardo Falú · Jaime Dávalos  | 3:43     |  |
| 13.         | «Incendio de tu piel»          | Jorge Mlikota                 | 2:44     |  |

## Sencillos de difusión
- Desde que tú te has ido (1998)
- Soy un inconsciente (1999)
- Córdoba sin ti (1999)
- Los recuerdos no abrazan (1999)